# Lewis Morris (politik)
Lewis Morris (8. dubna 1726 Morrisania – 22. ledna 1798 Morrisania) byl americký politik a majitel půdy v koloniálním New Yorku. Podepsal Deklaraci nezávislosti USA a byl delegátem kontinentálního kongresu za stát New York. V roce 1769 byl zvolen do newyorského „New York General Assembly“ (Valného shromáždění).

## Životopis
Lewis Morris se narodil 8. dubna 1726 v rodinném sídle v Morrisanii, což byla část provincie New York. V současné době je to součást Bronx County, stát New York. Byl už třetí nositel jména Lewis Morris v rodině. Byl synem Lewise Morrise (1698–1762) a Katrintje „Catherine“ Staats (1697–1731). Poté, co jeho matka zemřela, se jeho otec oženil se Sarah Gouverneurovou (1714–1786). Lewis vystudoval Yaleovu univerzitu v roce 1746, a po smrti svého otce v roce 1762 zdědil velkou část panství.
Pocházel ze sedmi dětí, jeho vlastní sourozenci byli Staats Long Morris (1728–1800) a Richard Morris (1730–1810) a nevlastní sourozenci byli Mary Lawrence, Gouverneur Morris (1752–1816), Isabella a Catherine. Jeho strýc Robert Hunter Morris (1700–1764) byl guvernérem Pensylvánie. Jeho bratranec William Paterson (1745–1806) byl guvernér státu New Jersey a jeho tchán Stephen Van Rensselaer, guvernér New Yorku, byl bratr Philipa Schuylera Van Rensselaera, starosty Albany ve státě New York. Anthony Walton White (1750–1803), generál kontinentální armády byl jeho bratranec přes jeho tetu Elizabeth Morris (1712 – asi 1784).

Znak Lewise Morrise

### Rodinná historie
Jeho pradědeček, Richard Morris (zemřel 1672), emigroval do New Yorku z Barbadosu. Byl součástí armády Olivera Cromwella v anglické občanské válce v roce 1648. Koupil pozemek v Bronxu, který se stal základem pro rodinného panství. Richard a jeho mladá manželka zemřeli a zanechali za sebou syna Lewise Morrisa (1671–1746). Richardův bratr, plukovník Lewis Morris, také z Barbadosu, přišel do Morrisanie aby pomohl spravovat majetek vlastněný jeho synovcem. Plukovník Morris a jeho manželka byli bezdětní.
Když dospěl, Lewis Morris panství rozšířil. Oženil se a pokračoval v politické kariéře jako 8. koloniální guvernér New Jersey.
Jako prominentní vlastník země v koloniálním New Yorku byl jeho otec jmenován v roce 1760 soudcem admirality. V roce 1774, když se blížila revoluce, na funkci rezignoval.

### Americká revoluce
Po vypuknutí americké revoluce byl Lewis Morris od roku 1775 do roku 1777 členem revoluční vlády státu New York, New York Provincial Congressu. Tento orgán vyslal Morrise na kontinentální kongres. Během kongresu byl aktivním zastáncem nezávislosti a v roce 1776 podepsal Deklaraci nezávislosti. Když jej upozorňoval jeho bratr Staats Morris, který byl generálem britské armády, na důsledky a varoval jej před podpisem vzpurného dokumentu, Morris řekl: „Sakra důsledky. Podej mi pero.“
V roce 1777 se Lewis vrátil do New Yorku a stal se soudcem Westchester County a byl jmenován členem senátu New York State Senate za stát New York, který reprezentovat okresy New York, Queens, Richmond, Suffolk a Westchester. Pracoval v 1st New York State Legislature (1. newyorský státní zákonodárný sbor) od 9. září 1777 až do konce 4. legislativního období, 1. července 1781.
Jeho nejstarší tři synové bojovali v americké revoluční válce a ve vojenské kariéře dosáhli značných úspěchů.
Sabina Elliott Morris (1789–1857) se provdala za Roberta Waltera Rutherfurda (1788–1852) a byla matkou Lewise Morrise Rutherfurda (1816–1892), průkopníka astrofotografie, který pořídil první teleskopické fotografie Měsíce a Slunce, stejně jako mnoha dalších hvězd a planet.

### Po revoluci
Po revoluci se 1. července 1783 se vrátil do New Yorku k práci v senátu a setrval zde až do 30. června 1790. V roce 1788, když se v New Yorku ratifikovala ústava USA, „U.S. Constitution“, byl jedním z podpisujících delegátů. Morris byl federalista. V roce 1796 jako volič hlasoval pro Johna Adamse a Thomase Pinckneye.
V roce 1784 byl zvolen čestným členem newyorské pobočky „Society of Cincinnati“. Dne 1. května téhož roku byl jmenován do „Board of Regents of the University of the State of New York“. Stal se tedy členem řídícího orgánu univerzity v New Yorku. V této funkci pracoval až do své smrti. Poté jej nahradil Simeon De Witt.

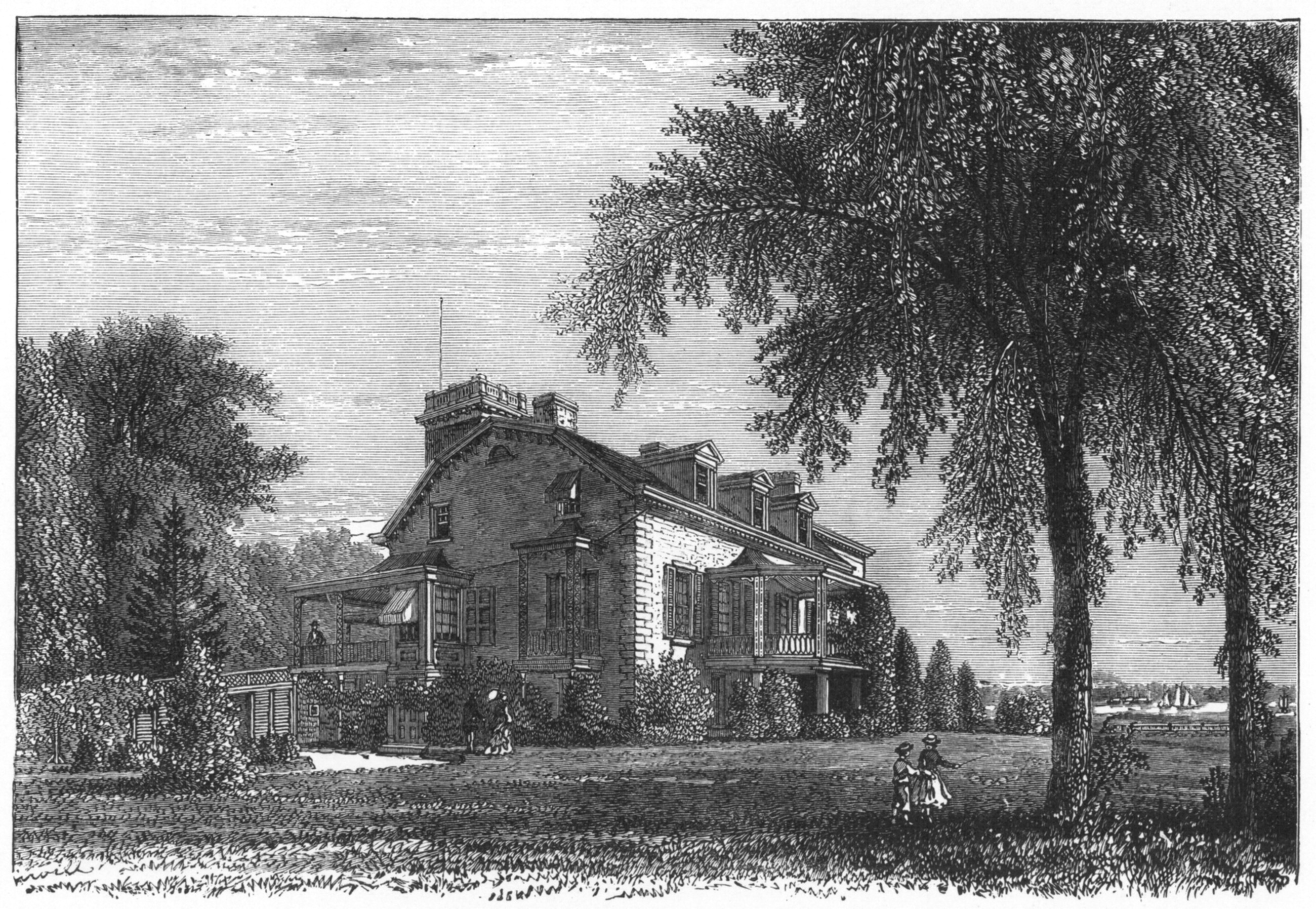
Dům v Morrisanii

Po revoluci musel znovu vybudovat rodinný statek, který Britové vyplenili a vypálili, když okupovali New York. V roce 1790 nabídl pozemek v Morrisanii – nyní součást jižního Bronxu – hlavnímu městu. Zemřel na svém panství a je pohřben v rodinné kryptě pod kostelem sv. Anny v Bronxu.

## Poznámka
1. ↑  Society of Cincinnati je společnost, jejíž členství je dědičné. Společnost má pobočky ve Spojených státech a ve Francii. Založena byla v roce 1783 za účelem uchování ideálů revoluce a udržení společenství důstojníků kontinentální armády, kteří sloužili v revoluční válce. Nyní společnost propaguje veřejný zájem o revoluci prostřednictvím knihovních a muzejních sbírek, publikací a dalších aktivit. Je to nejstarší dědičná společnost ve Spojených státech. Společnost nedovoluje ženám, aby se připojily. Existuje ovšem partnerská společnost s názvem Daughters of the Cincinnati (Dcery Cincinnati), která umožňuje členství všem ženským potomkům kontinentálních důstojníků.V tomto článku byl použit překlad textu z článku Society of Cincinnati na anglické Wikipedii.